# Pegomya tridens
Pegomya tridens är en tvåvingeart som först beskrevs av Jacques-Marie-Frangile Bigot 1885.  Pegomya tridens ingår i släktet Pegomya och familjen blomsterflugor.
Artens utbredningsområde är Frankrike. Inga underarter finns listade i Catalogue of Life.